# منطقه ییژوو
منطقه ییژوو (به لاتین: Yizhou) یک county-level city در جمهوری خلق چین است که در شهر هه‌چی واقع شده‌است.

## خصوصیات
یاژو ۳٬۸۶۹ کیلومترمربع مساحت و ۶۱۰٬۰۰۰ نفر جمعیت دارد و ۱۵۳ متر بالاتر از سطح دریا واقع شده‌است.